# Adamovszky István
Adamovszky István (1951 – 2012. április 3.) magyar numizmatikus, számos numizmatikai katalógus összeállítója, a magyar numizmatikai társadalom egyik aktív tagja.

## Numizmatikai pályafutása
Az Adamovszky család 2000 körül kezdett komolyan numizmatikával foglalkozni, a céljuk az volt, hogy minden magyar pénzérmét négy példányban megszerezzenek. Ezt a gyűjteményt gyermekeinek szánta örökségül. A gyűjtési tevékenységhez kapcsolódott az érmék kereskedelme, mivel a gyűjtés közben több fölösleges darab összejött.
A gyűjtési tevékenység mellett fogott hozzá a különféle numizmatikai korszakok kutatásába, és a kutatási tevékenység során szerzett adatok és képek segítségével állította össze a nevéhez fűződő katalógusokat. Az első ilyen kiadvány a Magyar Érme Katalógus 1892-2008 volt, amelyben korábban soha nem látott érmék fényképei és adatai is szerepeltek.

## Munkái- numizmatikai kiadványok
Magyarország Bankjegyei sorozat
Exkluzív kiadás. A/4 kivitel, lefűzhető, kivehető árjegyzékkel, 5600 változattal!
- A FORINTRENDSZER 1946-2010
- A PENGŐRENDSZER 1925-1946
- A KORONARENDSZER 1892-1925
- A GULDENRENDSZER 1759-1891
- Magyar Érme Katalógus 1892-2008. (I. kiadás)

(elfogyott, következő kiadás: 2010)
- Magyar Szükségpénz Katalógus 1723-1958. (I. kiadás)
- Magyar Bankjegy Katalógus 1759-1925. (I. kiadás)
- Magyar Bankjegy Katalógus 1926-2009. (I. kiadás)
- SPECIÁL Magyar Bankjegy Katalógus 1846-2009. (I. kiadás)
- Bankjegyek Alkalmi Felülbélyegzései (2009)
- Temesvári bárcák a XIX. század második feléből (2009. Társszerzők: Von Klimstein Franz Antonius, Zombori Lajos)
- Magyar Érme Katalógus 1848-2010. (II. kiadás)
- Magyar Érme Katalógus 997-1307. (I. kiadás, 2011)
- Az érem (2011)
- Magyar Érme Katalógus 1848-2012. (III. kiadás, befejezte és kiadta: Ifj. Adamovszky István)

Egyéb, Adamovszky István emlékére kiadott bliszter és plakett:
http://www.forintportal.hu/hirek/adamovszky_istvan_emlekplakett_es_2012-es_ezust_1-forint-es-2-forint_bliszterben.php Archiválva 2013. augusztus 7-i dátummal a Wayback Machine-ben